# Ódder

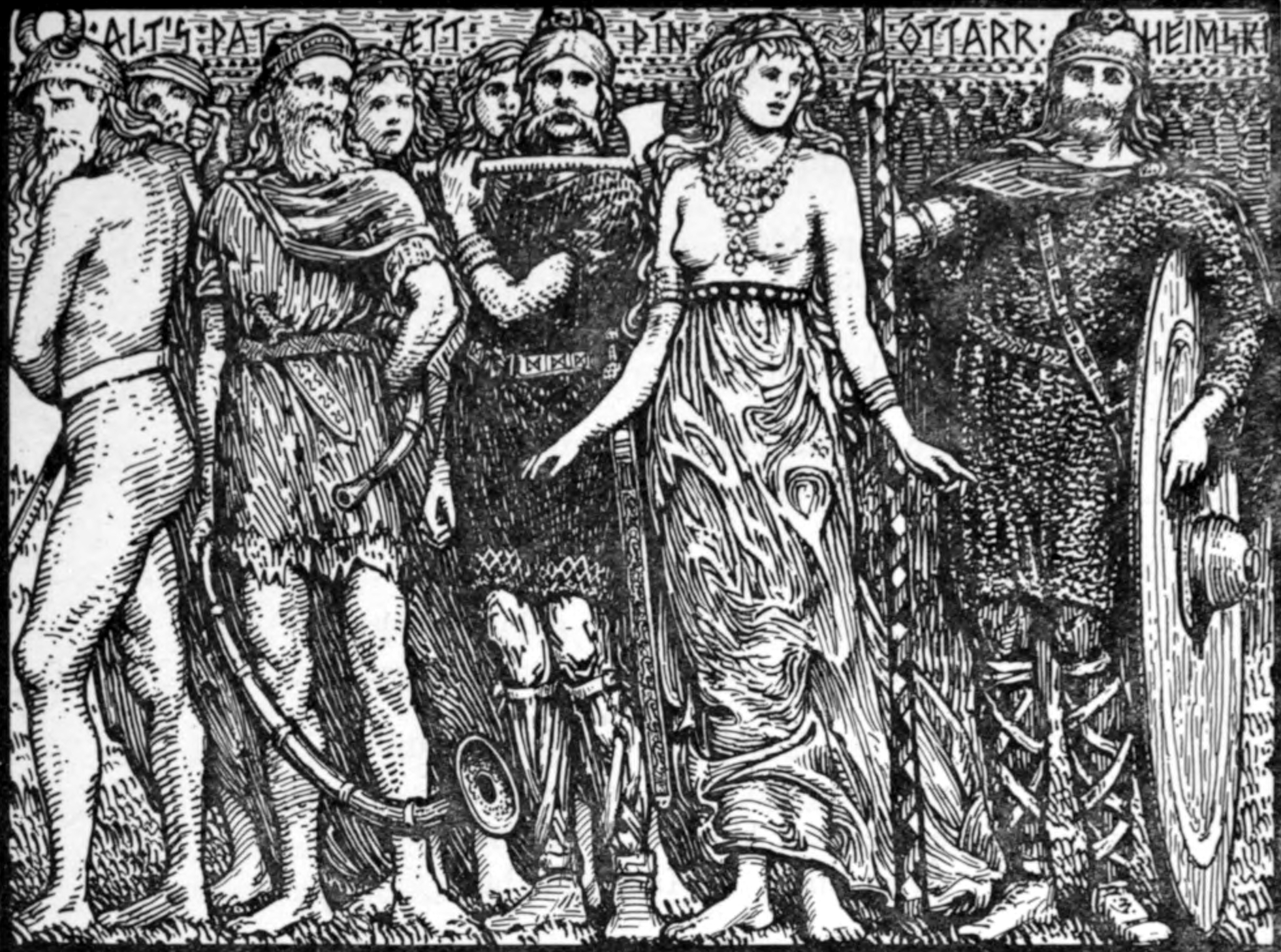
The Ancestry of Ottar (1908), por W. G. Collingwood

En la mitología nórdica, Ódder (alternativos: Óttar, Óter, Ótr, Óddar, Óddarr, Ótter) es un enano. Es el hijo del rey Hreidmar y hermano de Fafner y Regin.
De acuerdo a la Edda prosaica, Ódder podía cambiar su forma a voluntad. De hecho, solía pasar los días en forma de nutria, comiendo codiciosamente pescado. Ódder fue asesinado accidentalmente por Loki. A raíz de esto, Hreidmar, su padre y rey de los enanos, demandó una gran compensación por la muerte de Ódder; esta consistía en cubrir la piel del muerto con oro amarillo, para luego cubrirlo también de oro rojo. Aceptando la pena, Loki tomó todo el oro que tenía y cubrió la piel de Ódder, pero, a pesar de su esfuerzo, un pequeño vello de su bigote sobresalía de entre el dorado material. Esta situación le forzó a entregar el anillo Andvarinaut para completar su penitencia. Tiempo antes, el anillo había sido robado por Loki al enano Andvari, por lo que cargaba una gran maldición que, finalmente, terminó por recaer sobre Hreidmar, quien fue asesinado por Fafner, uno de sus hijos, en un ataque de codicia. La cadena de maldiciones recayó sobre Fafner, quien se transformó en un dragón, y sus hermanos, quienes fueron asesinados por Gram, la espada de Sigurd.